# جيلبرت بيلوني
جيلبرت بيلوني (بالفرنسية: Gilbert Bellone)‏ مواليد 27 ديسمبر 1942 في غراس، فرنسا، هو دراج فرنسي في صنف سباق الدراجات على الطريق.

## سجل النتائج

### سباقات أو مراحل فاز بها
- طواف فرنسا
- طواف إسبانيا

## وصلات خارجية
- الموقع الرسمي

## روابط خارجية
- جيلبرت بيلوني على موقع أرشيف الدراجات (الإنجليزية)
- جيلبرت بيلوني على موقع إحصائيات الدراجات الإحترافية (الإنجليزية)